# Gerald Barry (Journalist, 1898)
Sir Gerald Reid Barry (* 20. November 1898 in Surbiton; † 21. November 1968) war ein britischer Journalist.

## Leben und Tätigkeit
Barry war der Sohn eines Geistlichen. Nach dem Schulbesuch studierte er am Marlborough College. Während des Ersten Weltkrieges kam er von 1916 bis 1918 als Flieger beim Royal Flying Corps bzw. der Royal Air Force zum Einsatz.
1919 trat Barry als Journalist in den Dienst der Zeitung Daily Express. 1921 wechselte er als beigeordneter Herausgeber (Assistant Editor) zum Saturday Review, dessen Herausgeberschaft er 1924 übernahm. 1930 trat er von diesem Posten zurück, da er eine Anweisung des Aufsichtsrates dieser Zeitung um Lord Beaverbrook, die United Empire Party publizistisch zu unterstützen, ablehnte. Stattdessen übernahm er die Herausgeberschaft des Week-End Review. Als der Review 1934 mit der Zeitschrift New Statesman zusammengelegt wurde, wurde er Mitglied des Aufsichtsrates.
Im 1936 wurde er als Nachfolger von Aylmer Vallance Herausgeber der Zeitung News Chronicle. Auf diesem Posten blieb er bis 1947.
Von den nationalsozialistischen Polizeiorganen wurde Barry Ende der 1930er Jahre als wichtige Zielperson eingestuft: Im Frühjahr 1940 setzte das Reichssicherheitshauptamt in Berlin ihn auf die Sonderfahndungsliste G.B., ein Verzeichnis von Personen, die im Falle einer erfolgreichen deutschen Invasion Großbritanniens durch die Sonderkommandos der SS-Einsatzgruppen mit besonderer Priorität ausfindig gemacht und verhaftet werden sollten.
1948 wurde Barry Generaldirektor des Festival of Britain, das er selbst durch einen Brief an Richard Stafford Cripps im Herbst 1945 inspiriert hatte. In dieser Stellung oblag ihm die Zusammenstellung und Leitung des Organisationskomitees für diese Veranstaltung. Im selben Jahr wurde er zum Knight Bachelor geschlagen.
Barrys Nachlass wird heute in der London School of Economics Library (M 1377) aufbewahrt.